# パンク寸前のFUNK
『パンク寸前のFUNK』（ぱんくすんぜんのファンク）はKICK THE CAN CREWの13枚目のシングル。2003年10月16日発売。
2003年8月6日の性コンティニューから始まった5ヵ月連続7リリースの第3弾。
初回プレス分のみ帯が特別仕様。

## 収録曲
1. パンク寸前のFUNK
プロデュースはKREVAとDJ TATSUTAの顔PASSブラザーズでの作品。
2. D.O.I.T.A
「前進ロボ、前にしか進めないロボット」がテーマの曲。顔PASSブラザーズでの作品。アルバム未収録
3. GOOD MUSIC (live)
前作のライブバージョン

## 収録アルバム
- GOOD MUSIC (#1)